# SPM (Automarke)
SPM war eine britische Automarke.

## Markengeschichte
John Martin und Paul Ashworth gründeten 1985 das Unternehmen Specialist Performance Mouldings in Whitminster in der Grafschaft Gloucestershire. Sie begannen mit der Produktion von Automobilen und Kits. Der Markenname lautete ab 1990 SPM.
Laut einer Quelle setzte Fiero Factory aus Redditch in Worcestershire unter Leitung von Steve Bidden, Roy Morris und Terry Sands die Produktion von 1992 bis 1994 fort.
Letzter Hersteller war ab 1994 Lakeside Carriage Company aus Redditch unter Leitung von Dave Fuell. 2002 endete die Produktion. Insgesamt entstanden etwa 50 Exemplare.
Eine Quelle gibt davon abweichend an, dass die Produktion bereits 1999 endete.

## Fahrzeuge
Das einzige Modell war der SPM 286. Es war vom Ferrari 308 inspiriert. Die Karosserie bestand aus elf Paneelen aus Fiberglas. Neben Coupé und Targa gab es auch eine Version, die ein wenig an den Ferrari 512 BB erinnerte. Die Basis bildete der Pontiac Fiero. Außer den originalen Vierzylindermotoren mit 2400 cm³ Hubraum und V6-Motoren mit 2800 cm³ Hubraum war auch ein V8-Motor möglich.